# Krbavsko polje
Krbavsko polje, kraško polje na vzhodnem robu Like.
Krbavsko polje je 67 km2 veliko kraško polje, ki se nahaja med goro Ličko Plješivico na vzhodu in nižjem gorovjem  na severu in zahodu (Staza, Trovrh, Resnik). Dno polja se nagiba proti jugovzhodu in leži na nadmorski višini 626-740 m.
Robovi polja so iz apnenca in dolomita. Dolomitska pobočja so položnejša od apnenčastih. Apnenci so najčistejši na vzhodnem robu, na najnižjem delu polja, okrog ponorov.
Čeprav ima polje na robovih, na stiku krednega apnenca in eocenskega fliša, veliko izvirov, hidrografske okoliščine niso ugodne, ker se voda hitro zgublja v propustnem apnencu. Izviri so v glavnem občasni. Večji potoki se niso razvili. Z jugozahoda teče reka Krbava, ki se poleti posuši, s severozahoda pa Krbavica, ki dobiva vodo iz stalnega in močnega Dragaševega izvira in izginja v ponoru Vidrovac. Na južnem robu najnižjega dela, Hržića-bare, teče iz izvira Kotao in iz Čorkovega jezerca potok Hržić (ali Ribnjak)  in se izliva v ponora Bur in Sibinovac.
Naselja in njive se nahajajo na višji ravnici na severozahodnem in jugovzhodnem delu polja in po robovih. Na nižjih nivojih in okrog potokov so močvirne livade in pašniki. Na višjih ravninah je dosti prodca in peska. Da bi Bunić zavarovali od »živega peska«, so v 18. stoletju zasadili Laudonov gaj. Zaradi plodnosti je polje relativno gosto naseljeno. Največja naselja na polju so Udbina, Bunić, Rebić, Šalamunić, Mekinjar, Jošan, Pećane in Krbava, po kateri se  imenuje.